# Quận Olmsted, Minnesota
Quận Olmsted là một quận thuộc tiểu bang Minnesota, Hoa Kỳ.
Quận này được đặt tên theo David Olmsted, thị trưởng đầu tiên của St. Paul, Minnesota. Theo điều tra dân số của Cục điều tra dân số Hoa Kỳ năm 2000, quận có dân số 124.277 người. Quận lỵ đóng ở Rochester6. Quận Olmsted được lập năm 1855.

## Địa lý
Theo Cục điều tra dân số Hoa Kỳ, quận có diện tích 1695 km2, trong đó có 4 km2 là diện tích mặt nước.

### Các xa lộ chính
| - Interstate 90 - U.S. Highway 14 - U.S. Highway 52 - U.S. Highway 63 - Minnesota State Highway 30 | - Minnesota State Highway 42 - Minnesota State Highway 74 - Minnesota State Highway 247 - Olmsted County Highway 22 |

### Quận giáp ranh
- Quận Wabasha (bắc)
- Quận Winona (đông)
- Quận Fillmore (nam)
- Quận Mower (tây nam)
- Quận Dodge (tây nam)
- Quận Goodhue (tây bắc)